# Panzer Corps 2
Panzer Corps 2 ist ein rundenbasiertes Strategiespiel und der Nachfolger von Panzer Corps, welches im Zweiten Weltkrieg spielt. Die Karte besteht aus einem Sechseckraster. Es stehen über 1000 verschiedene Einheiten und 60 Szenarien zur Verfügung.

## Editionen
Das Spiel ist als Basisspiel sowie als General Edition und Field Marshal Edition verfügbar.

## Geschichte
Das Spiel wurde am 8. März 2017 angekündigt und am 19. März 2020 veröffentlicht.

## Rezeption
Aus 12 aggregierten Wertungen erzielt Panzer Corps 2 auf Metacritic einen Score von 86/100.